# قلعة جوق (هشترود)
قلعة جوق هي قرية في مقاطعة هشترود، إيران. عدد سكان هذه القرية هو 22 في سنة 2006.